# Autry-le-Châtel
Autry-le-Châtel – miejscowość i gmina we Francji, w Regionie Centralnym, w departamencie Loiret.
Według danych na rok 1990 gminę zamieszkiwało 919 osób, a gęstość zaludnienia wynosiła 18 osób/km² (wśród 1842 gmin Regionu Centralnego Autry-le-Châtel plasuje się na 431. miejscu pod względem liczby ludności, natomiast pod względem powierzchni na miejscu 74.).